# Пелит
Пелит (от др.-греч. πηλός «глина») — однородного вида тонкозернистая обломочная горная порода с преобладающим более чем на 50 % размером частиц менее 0,01 мм (в разных источниках эта граница варьирует от 0,005 до 0,02 мм), все элементы которой различимы только под микроскопом . Пелитами являются глинистые породы: собственно глины, аргиллиты и т. п.
По содержанию кварца делятся на глинистые, глинисто-кварцевые и кварцевые.
Термин начал применяться с конца XIX века.